# Stenopogon callosus
Stenopogon callosus là một loài ruồi trong họ Asilidae. Stenopogon callosus được Pallas miêu tả năm 1818. Loài này phân bố ở vùng Cổ Bắc giới.